# Gare de Poprad-Tatry
Poprad-Tatry est la gare de Poprad. Elle fut ouverte le 8 décembre 1871.

## Lignes ordinaires
- Ligne 180 Žilina - Košice

Train pour Bratislava, Prague, Košice, Humenné, Cheb.
- Ligne 185 Poprad-Tatry - Plaveč; Studený Potok - Tatranská Lomnica

Trains omnibus pour Plaveč et Tatranská Lomnica.

## TEŽ(Tram des Tatras)
- Ligne 183 Poprad-Tatry - Starý Smokovec - Štrbské Pleso écartement 1000mm

## Histoire
Pendant la Seconde Guerre mondiale, la station est utilisée pour la plupart des déportations des Juifs slovaques. Le 25 mars 1942, le premier convoi de déportation quitte la station pour le camp d'extermination d'Auschwitz. Le train qui est parti ce jour-là transportait environ 1 000 filles et jeunes femmes juives. À la fin de 1942, lorsque les transports s'arrêtent, plus de 58 000 Juifs furent déportés de Slovaquie vers la Pologne. 